# Глобальное похолодание

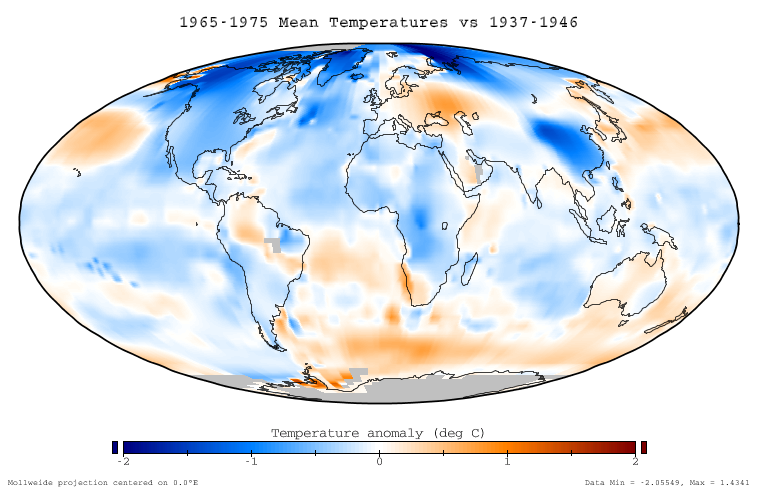
Средние температурные аномалии за период с 1965 по 1975 с учётом средних температур за период с 1937 по 1946 года. Источник: NASA GISTEMP, 2000, 2001, 2002

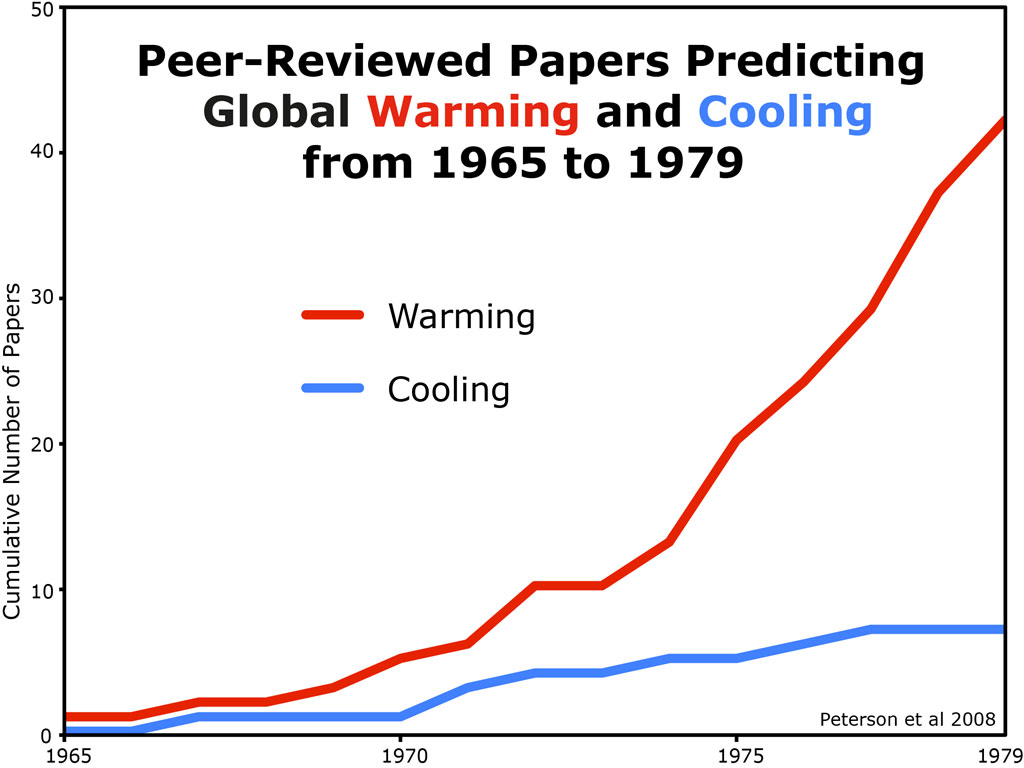
Тенденции глобального похолодания против глобального потепления в науке в 1970-х годах

Глобальное похолодание — процесс постепенного остывания Земли; гипотеза, постулирующая глобальное охлаждение поверхности Земли и её атмосферы вплоть до её оледенения.
Гипотеза о том, что в XXI веке происходит глобальное похолодание, не имеет существенной научной поддержки, однако в её пользу говорят научные публикации о цикличности ледниковых периодов и тенденции снижения среднегодовой температуры, наблюдавшихся с 1940-х до начала 1970-х годов. Возможно, что в фазу похолодания природного цикла вмешалось антропогенное потепление, наблюдаемое с XX века.

## Гипотезы
В XXI веке наибольшее распространение в научных кругах имеет гипотеза глобального потепления, то есть длительного повышения температуры Земли, связанного с техногенной деятельностью человека. Однако ряд исследователей утверждают о начале очередного ледникового периода, связанного с периодом понижения активности Солнца, и что техногенное потепление не сможет сдержать естественное похолодание, в результате которого через полторы тысячи лет на Земле наступит новый ледниковый период.
Английский астроном Уильям Х. Маккри высказал предположение, что Земля в процессе движения с Солнечной системой регулярно проходит через облако космической пыли, вызывающее глобальное похолодание. При изучении керна лунного грунта, привезённого экспедицией «Аполлон-15», были обнаружены три слоя пыли с интервалами 100 млн лет, что подтверждает гипотезу Маккри.
В 2015 г. академик РАН Р. И. Нигматулин утверждал, что в настоящее время идёт глобальное похолодание, вызванное влиянием мирового океана на атмосферу, и уже на это похолодание накладывается потепление из-за парниковых газов: антропогенного углекислого газа, который влияет на водяной пар. Член-корреспондент (ныне академик) РАН И. И. Мохов же считает, что речь идёт не о глобальном, но о локальном похолодании.
Компьютерное моделирование показало тревожные тенденции в атлантических течениях, в результате которых через 200−250 лет теплое течение в северной Атлантике остановится, и климат Европы станет намного холоднее (средняя температура снизится на 3−8℃), а Сахель станет ещё засушливее.
Ледниковые периоды происходили из-за того, что падала концентрация углекислого газа.
Широко известна гипотеза «ядерной зимы», описывающая ожидаемый эффект глобального похолодания в результате загрязнения атмосферы пылью и дымом после массового применения ядерного оружия.
Исследователи пятен на Солнце прогнозируют в 2030 году начало глобального похолодания.
Глобальное похолодание приведёт к увеличению площади снежного покрова, а это значит, что поверхность Земли будет отражать попадающие на неё солнечные лучи и перестанет нагреваться.
По мнению уральских экологов, человеку вряд ли под силу остановить глобальное похолодание через несколько тысяч лет.
Виды, постоянно живущие на дне Байкала, расцвели в плиоцене при первых глубоких и резких глобальных похолоданиях.

## В искусстве
- Frostpunk — игра в жанре постапокалипсиса, ключевой идеей которой является выживание в среде глобального похолодания.
- «Лучший подарок на Рождество» — американский фильм 2000 года.
- «Послезавтра» — американский фильм 2004 года.
- «Колобаха» — сатирический фильм, события которого разворачиваются в мире, где Россия и Китай уже 80 лет погружены в вечную зиму. Выпущен российской независимой студией «Алибастер» в 2008 году[12].